# Kūlestān
Kūlestān är en ort i Iran.   Den ligger i provinsen Gilan, i den norra delen av landet, 190 km nordväst om huvudstaden Teheran. Kūlestān ligger 43 meter över havet och antalet invånare är 532.
Terrängen runt Kūlestān är varierad. Runt Kūlestān är det ganska tätbefolkat, med 134 invånare per kvadratkilometer. Närmaste större samhälle är Lāhījān, 17,8 km nordväst om Kūlestān. Trakten runt Kūlestān består till största delen av jordbruksmark.